# Schulmädchen-Report. 12. Teil: Junge Mädchen brauchen Liebe
Schulmädchen-Report. 12. Teil: Junge Mädchen brauchen Liebe (Alternativtitel: Schulmädchen-Report. 12. Teil: Wenn das die Mammi wüßte) ist ein deutscher Sex- und Reportfilm aus dem Jahr 1978.

## Handlung
Die Rahmenhandlung bildet dieses Mal die Redaktionssitzung einer Schülerzeitung.
In fünf Episoden schildert der Film, wie schulpflichtige junge Mädchen auf der Suche nach (körperlicher) Liebe in prekäre Situationen geraten.
So werden dem Zuschauer in den einzelnen Fällen unter anderem eine Klassenfahrt, die zum Sex-Ausflug mutiert, ein bei einem Frauenarzt tätiger Installateur namens Ballermann, der sich als vermeintlicher Arzt sehr um das körperliche Wohlbefinden seiner Patientinnen „kümmert“, Liebe zwischen Geschwistern und ein Mädchen, das aus Einsamkeit drogenabhängig wird und letztendlich auf dem Strich landet, gezeigt.

## Kritik
„[...] nach dem gleichen einfallslosen Strickmuster wie üblich inszeniert. Ärgerlich ist vor allem die Leichtfertigkeit, mit der teils ernsthafte Probleme aufgegriffen und in spekulativer Weise dargestellt werden.“